# Aleksandar Štulhofer
Aleksandar Štulhofer (1962.), redoviti profesor, Predstojnik Katedre za seksologiju, Odsjek za sociologiju Filozofskog fakulteta u Zagrebu. Osnivač seksualne terapije u Hrvatskoj.

## Biografija
Štulhoferov otac je bio kirurg a majka predavala u srednjoj školi. Njegova baka je bila jako religiozna a roditelji nisu nikada razgovarali s njim o seksualnosti. Prema vlastitim izjavama, klasične sociološke teme u njegovoj mladosti nisu izazivale veliki entuzijazam. No to se promijenilo kada je 1991. prvi put posjetio SAD. Dobio je istraživačku stipendiju na Sveučilištu Indiana u Bloomingtonu, u sklopu kojeg je i Institut Kinsey, najpoznatija seksološka institucija na svijetu. Tu je imao pristup velikoj biblioteci pa je danima čitao i tražio nove knjige, te je tako naišao na jednu veliku policu s knjigama o ljudskoj seksualnosti.
Prema njegovom shvaćanju, ljubav, brak i seks su različiti pojmovi. Razlikuje i pojam "ljubav" od pojma "zaljubljenost":
Prema vlastitiom priznanju, najzanimljiviji razgovor je jednom imao nakon predavanja u Isusovačkoj školi s grupom mladih vjernika koji su se trudili poštovati tradiciju i ne stupati u spolne odnose prije braka.
Prema njegovoj teoriji, seks ne izaziva ovisnost, pa ljudima koji pate od problema s kontroliranjem seksualnog nagona, tvrdi, pomaže normalna psihoterapija, a nije potreban odlazak u klinike za liječenje ovisnosti.
Štulhofer je također pokretač seksualne terapije u Hrvatskoj. U istraživanju iz 2003. godine, na uzorku tisuću žena, navodi kako poteškoće pri postizanju orgazma ima svaka peta žena u Hrvatskoj, što se poklopilo sa svjetskim rezultatima.

## Vanjske poveznice
- Zdravstveni odgoj u Hrvatskoj

- Štulhofer na starnicama Filozofskog fakulteta